# Lee Chang-min (cầu thủ bóng đá)
Đây là một tên người Triều Tiên, họ là Lee.
Lee Chang-Min (tiếng Hàn: 이창민; sinh ngày 20 tháng 1 năm 1994) là một cầu thủ bóng đá Hàn Quốc thi đấu ở vị trí tiền vệ trung tâm cho Jeju United ở Hàn Quốc.

## Sự nghiệp
Anh gia nhập Gyeongnam FC theo dạng cho mượn ngay sau khi ký hợp đồng với Bucheon FC năm 2014.

### Bàn thắng quốc tế
Tỉ số và kết quả liệt kê bàn thắng của Hàn Quốc trước.
| #  | Ngày                | Địa điểm                               | Đối thủ | Tỉ số | Kết quả | Giải đấu |
| -- | ------------------- | -------------------------------------- | ------- | ----- | ------- | -------- |
| 1. | 27 tháng 3 năm 2018 | Sân vận động Silesian, Chorzów, Ba Lan | Ba Lan  | 1–2   | 2–3     | Giao hữu |